# Wolfgang Winkler (sáňkař)
Wolfgang Winkler (* 21. října 1940) je bývalý západoněmecký sáňkař, který závodil v druhé polovině 60. let. Získal bronzovou medaili ve dvojsaních mužů spolu s Fritzem Nachmannem na zimních olympijských hrách roku 1968 v Grenoblu.